# Пязок, Алина Вячеславовна
Алина Вячеславовна Пязок (род. 6 июля 1990, Челябинск) — российский режиссёр-клипмейкер. Наибольшую известность получила как сооснователь, продюсер и режиссёр клипов панк-рейв-группы Little Big.

## Биография

### Ранние годы
Алина Пязок родилась 6 июля 1990 года в Челябинске. Её семья обосновалась в этом городе еще в советское время, когда бабушку Пязок, онколога из Таллина, направили туда работать. Отец Вячеслав Пязок имеет эстонские корни, поэтому фамилия девушки звучит как «Пяэсуке» (Pääsuke) и переводится как «ласточка». Однако из-за ошибки в паспортном столе фамилию записали неправильно. Необычная фамилия девочки стала причиной для буллинга в школе.
Училась в школе № 30 города Челябинска, занималась в кружке ведущих в Дворце пионеров. С 15 лет работала ведущей на челябинском региональном телевидении. В роли телеведущей часто брала интервью, благодаря чему познакомилась с многими музыкантами, включая участников групп Jane Air и Психея.
После школы Алина Пязок пыталась поступить в московский ВГИК и питерский Институт кино и телевидения, однако не имела успеха. В итоге девушка осталась в Санкт-Петербурге и заочно отучилась на фотофакультете Союза журналистов, получила образование фотодокументалиста.

### Профессиональная деятельность
Кроме режиссёрской работы, также пробовала себя в фотожурналистике и операторском искусстве. Первый клип «Завтра не будет» Алина сняла в 2007 году для группы Kambodge.
В 2013 году Алина Пязок в соавторстве с Ильёй Прусикиным сняла первый клип группы Little Big — Every Day I’m Drinking, где также снялись Олимпия Ивлева и Анна Каст. Став постоянным соавтором популярного панк-поп-рейв коллектива, Пязок вошла в рейтинг самых перспективных жителей России моложе тридцати лет по версии журнала Forbes.
2 июля 2013 года, в московском клубе «А2» состоялось первое публичное выступление на разогреве перед концертом Die Antwoord. В дальнейшем, расчёт на распространение музыки Little Big через вирусные видео оправдался и привёл к росту популярности проекта сначала в Европе, а затем и в России.
В 2018 году Алина Пязок и Илья Прусикин сняли клип Skibidi, набравший более 750 миллионов просмотров. В клипе снялись Моргенштерн, Эльдар Джарахов, Юрий Музыченко, Gone.Fludd и другие. Трек был включён в танцевальную ритм-игру Just Dance 2020 ввиду своей популярности.
В 2020 году Little Big должны были представить Россию на конкурсе «Евровидение-2020» в Роттердаме с песней «Uno», клип для которой также сняла Алина Пязок. За первые сутки после публикации клипа на YouTube-канале конкурса «Евровидение» видео набрало более 4 млн просмотров, а позже превысило отметку в 290 млн просмотров. 18 марта 2020 года организаторы объявили об отмене конкурса из-за пандемии коронавирусной инфекции COVID-19.
В 2022 году вместе с коллективом Little Big Алина Пязок выступила против вторжения России на Украину, поучаствовав в создании антивоенного клипа Generation Cancellation. После этого основная часть коллектива, включая Алину Пязок, Илью Прусикина и Софью Таюрскую покинула Россию и переехала в Лос-Анджелес, США.
8 августа 2024 года вышел клип Untz Untz, посвящённый вымышленной порно-олимпиаде. Алина Пязок и Томми Кэш выступили в роли режиссёров и авторов сценария этого эпатажного клипа.
В феврале 2025 года Томми Кэш с песней Espresso Macchiato выиграл в национальный отборочный тур Eesti Laul 2025 и будет представлять Эстонию на предстоящем конкурсе «Евровидение-2025». Клип на песню Espresso Macchiato был опубликован 16 марта 2025 года, режиссёром клипа выступила Алина Пязок, для которой это уже вторая работа, снятая для «Евровидения».

## Видеография
Алина Пязок сняла 38 из 44 клипов в видеографии Little Big. Среди её работ: Everyday I’m Drinking, With Russia From Love, Give Me Your Money, LollyBomb, Faradenza, Skibidi, «Слэмятся пацаны» (с Сергеем Жуковым и Александром Гудковым), Tacos, Uno и многие другие. Алина также работала с такими коллективами как Alai Oli, Гуф, Смоки Мо, Noize MC, Tommy Cash, Stigmata, Amatory, Animal Jazz, Рита Дакота, Премьер-министр, Триагрутрика, Егор Крид, Элджей, Feduk, лейблом «Газгольдер» и др.

## Награды
- 2019 — Премия «Режиссёр года» — журнал Glamour[35]